# Partido Novo
O Partido Novo (NOVO) é um partido político brasileiro de direita fundado em 2011 e registrado oficialmente em 2015. Dentre os posicionamentos do partido, recebeu destaque a não utilização de dinheiro público. Após tentativas frustradas de devolução dos recursos do Fundo Partidário, estes foram aplicados em renda fixa. O partido mantinha-se exclusivamente através de doações e contribuição dos filiados. Já no final de 2023, diante de uma disputa interna, problemas de financiamento e baixo número de filiados, o Novo adotou mudanças em sua estrutura, dentre as quais inclui-se o uso dos rendimentos das aplicações de renda fixa realizadas com o Fundo Partidário, para financiamento do partido. Em 2024, o partido admitiu a utilização do fundo eleitoral para a campanhas eleitorais, com a definição de critérios técnicos para sua respectiva distribuição.
Segundo o partido, que diz rejeitar rótulos políticos, seu principal posicionamento consiste na defesa da democracia, das liberdades civis, com incentivo ao empreendedorismo e à participação cidadã na política, com atuação do Estado nas áreas de educação básica, saúde, segurança, infraestrutura e preservação da moeda. Segundo os fundadores, o partido tem como princípio a defesa da liberdade econômica. Em novembro de 2024 possuía 63.689 filiados.

## História

### Fundação e registro
O partido foi fundado em 12 de fevereiro de 2011 por 181 cidadãos de 35 profissões diferentes e oriundos de dez estados da Federação. Segundo João Amoêdo, fundador do NOVO, em declaração feita à InfoMoney, a ideia de formar um novo partido frente aos existentes é que nenhum deles defenderia os ideais do partido, e que "para atrair pessoas engajadas, com vontade de mudar, seria mais fácil começar do zero".

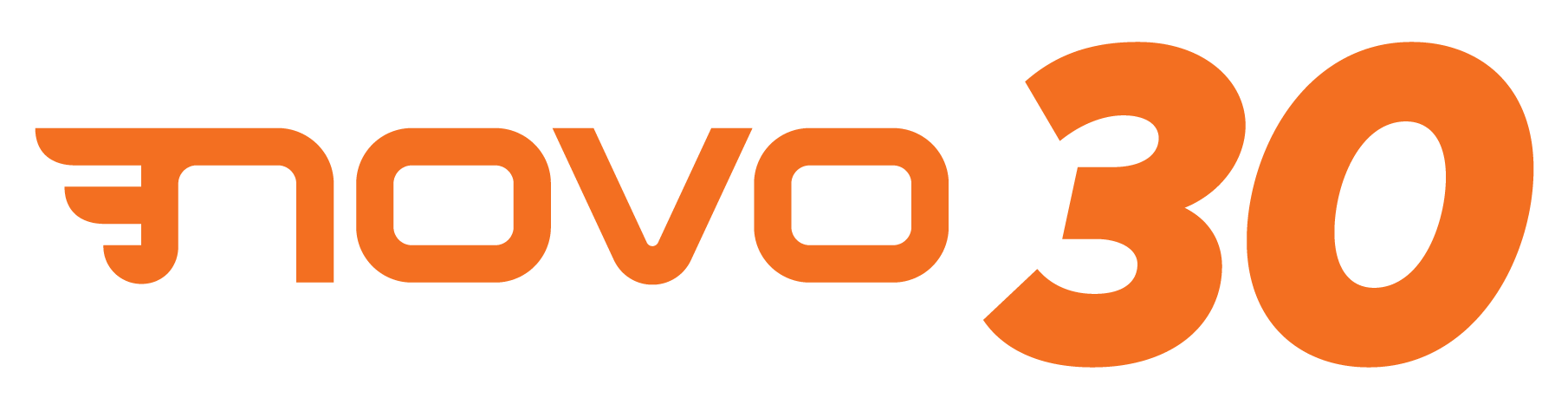
Logo do partido usada de 2015 a 2023.

As despesas ligadas à criação do partido, de cerca de cinco milhões de reais, receberam aporte significativo de João Amoêdo (4,5 milhões de reais), além de doações importantes de Pedro Moreira Salles (100 mil reais) e Cecília Sicupira, mulher do empresário Carlos Alberto Sicupira.
Segundo a revista Valor Econômico, os principais financiadores do partido "gravitam em torno do Itaú Unibanco" e incluem, além de Amoêdo e Moreira Salles, o ex-presidente do conselho diretivo de banco, Fernão Bracher, o vice-presidente do banco, Eduardo Mazzilli de Vassimon, o presidente da Fundação Itaú Social e ex-presidente do Banco Santander Brasil, Fábio Barbosa, o fundador e acionista da Porto Seguro (empresa na qual o Itaú Unibanco tem participação), Jayme Garfinkel, e o ex-presidente do Unibanco, Israel Vainboim.
O partido angariou 497 mil certidões reconhecidas em cartório, dando entrada em Julho de 2014 ao pedido de registro no TSE. Em 26 de Junho de 2015, o TSE confirmou que não houve duplicidade nas assinaturas de apoio. Em 15 de setembro de 2015, o partido teve seu registro definitivo aprovado após apresentar 492.414 assinaturas de eleitores apoiando sua criação. Também comprovou a fundação de nove diretórios estaduais (em São Paulo, Rio de Janeiro, Minas Gerais, Espírito Santo, Distrito Federal, Goiás, Mato Grosso do Sul, Rondônia e Rio Grande do Norte), outro requisito previsto por lei.
O escritório Pinheiro Neto foi contratado para confecção do estatuto do partido e, para colher as quinhentas mil assinaturas, foram contratadas empresas de marketing.

### Eleições municipais de 2016
Em sua estreia, o partido NOVO lançou 142 candidatos a Câmara de vereadores em todo o Brasil e apenas um candidato para a prefeitura na cidade do Rio de Janeiro, com a candidata Carmen Migueles que conquistou 38.512 votos com 1,27% dos votos válidos, não sendo eleita.

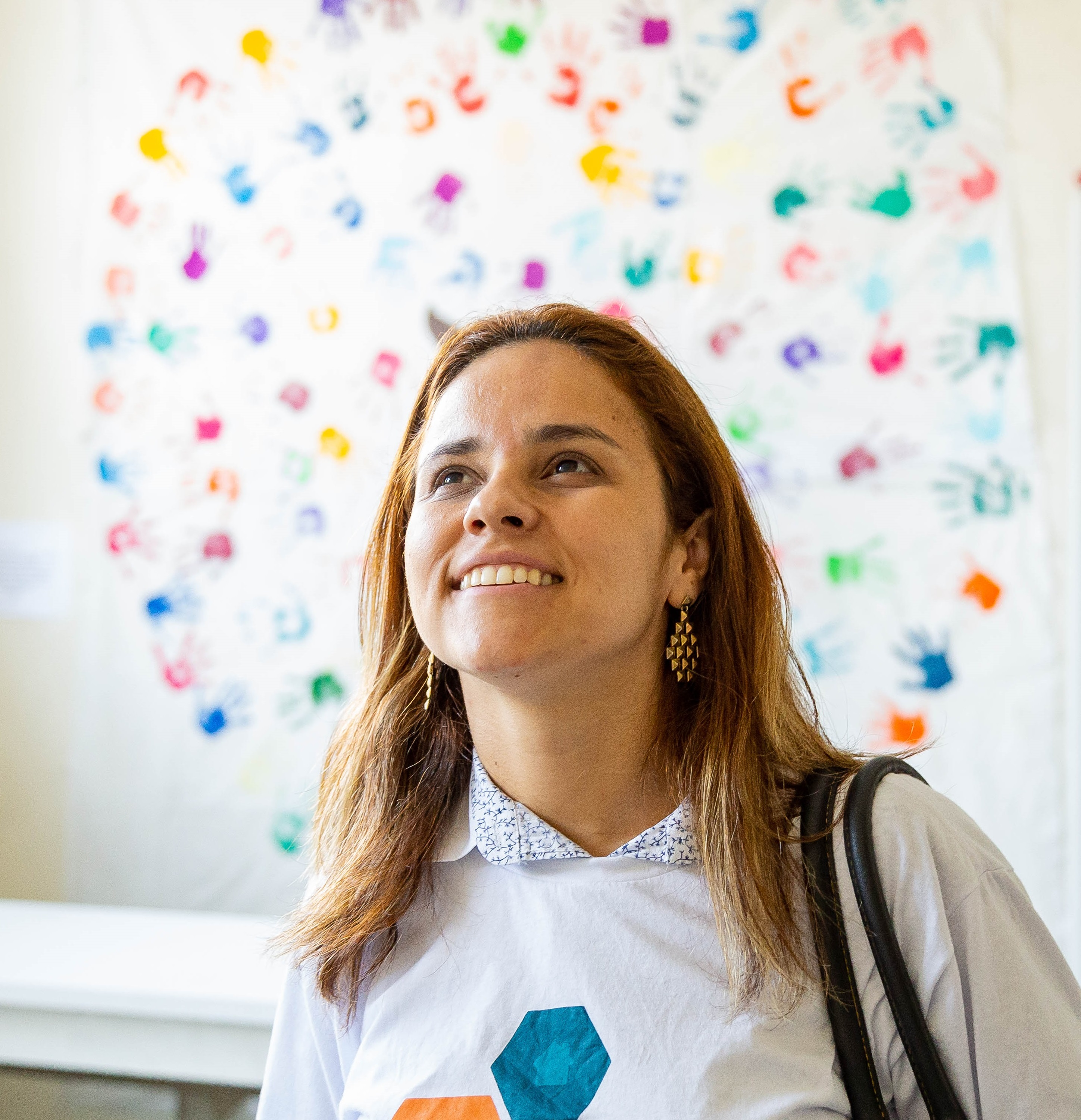
Janaína Lima, vereadora hoje filiada ao Progressistas.

O NOVO elegeu quatro vereadores em quatro capitais, sendo eles, Janaína Lima em São Paulo, Leandro Lyra no Rio de Janeiro, Mateus Simões em Belo Horizonte e Felipe Camozzato em Porto Alegre, sem a utilização de fundo partidário, os quais tiveram como pauta a redução da verba de gabinete, obtendo economia de 1 milhão de reais por ano, em um dos casos. No início de 2017, o partido figurava-se em primeiro na lista dos mais curtidos do Brasil no Facebook.

### Eleições gerais de 2018
Em 2018, foi anunciado o ex-presidente do partido João Amoêdo à presidência da república e de Christian Lohbauer à vice-presidência. Em 23 de maio de 2018, o NOVO trouxe o engenheiro e CEO do Clube de Regatas do Flamengo Fred Luz para a função de marketing da campanha de Amoêdo à presidência. Amoêdo ficou em quinto lugar com quase 3% dos votos válidos, atrás apenas de Ciro Gomes e Geraldo Alckmin entre os que não se classificaram para o segundo turno.
Nas eleições parlamentares, o partido lançou candidatos a senadores, deputados federais, deputados estaduais e deputados distritais, elegendo 11 deputados estaduais, 1 distrital, e 8 federais no primeiro turno. Sendo os deputados federais: Adriana Ventura, Alexis Fonteyne e Vinícius Poit, de São Paulo; Tiago Mitraud e Lucas Gonzales, de Minas Gerais; Marcel Van Hattem, do Rio Grande do Sul; Paulo Ganime, do Rio de Janeiro; Gilson Marques, de Santa Catarina. Para o governo estadual, o partido lançou cinco candidatos, dentre eles Rogério Chequer no estado de São Paulo, Marcelo Trindade no Rio de Janeiro, Romeu Zema em Minas Gerais, Mateus Bandeira no Rio Grande do Sul e Alexandre Guerra no Distrito Federal. Zema ficou em primeiro lugar na disputa mineira com 43% dos votos válidos, e no segundo turno, foi eleito o primeiro governador da história do partido, com 71,8% dos votos válidos.

### Eleições municipais de 2020
Durante a campanha que antecedeu as eleições municipais de 2020, o partido apresentou um número reduzido de candidaturas, fazendo-se representar por trinta candidatos a prefeito e 620 candidatos a vereador. O número restrito de candidaturas foi objeto de criticas por parte de Romeu Zema e de sua equipe, que apontaram a seletividade do partido como uma barreira. Essa mesma seletividade, embora considerada louvável, foi relacionada a uma dificuldade do partido em renovar-se e à sua tendência a manter-se "uma legenda de ricos, brancos e diplomados". De fato, a média do valor dos bens dos candidatos do partido foi a maior dentre todos os partidos políticos do país, tanto para prefeito (4,3 milhões de reais) quanto para vereador (1,1 milhão de reais), muito acima da dos partidos em segunda colocação (respectivamente 2 milhões e 324 mil reais).
Durante a campanha, pesquisas de intenção indicaram dificuldades do partido em angariar suporte junto ao eleitorado, e que isso estaria relacionado a turbulências internas do partido. O candidato do NOVO à prefeitura de São Paulo, Filipe Sabará, foi expulso do partido por conta de incidentes progressivos que incluíam o apoio ao governo de Jair Bolsonaro, elogios a Paulo Maluf, mentir em seu currículo e irregularidades em sua declaração de bens à Justiça Eleitoral.
Como resultado, o partido elegeu apenas um prefeito (o empresário Adriano Silva em Joinville, em Santa Catarina) e 29 vereadores. Embora o resultado tenha sido ligeiramente superior ao das eleições municipais de 2016, ele foi alvo de críticas por baixo desempenho, inclusive por Amoedo, que lamentou o baixo aproveitamento da legenda no pleito.

### Eleições de 2022
Em 1º de junho de 2021, o NOVO anunciou que Amoêdo tinha aceitado ser pré-candidato à Presidência da República, mas o empresário desistiu dizendo que falta unidade ao partido. Em outubro de 2021, o partido formalizou convite ao cientista político Luiz Felipe d’Avila e, em novembro, oficializou sua pré-candidatura para que ele disputasse a presidência em 2022 pelo partido.
No começo 2022, a legenda deu início ao processo seletivo para todos que desejam se tornar postulantes às pré-candidaturas de deputados federais, estaduais e distritais. Sua prioridade era a ampliação da bancada no Congresso e no Senado.
Nas disputas por governos estaduais, venceu apenas em Minas Gerais. Na eleição presidencial, d’Avila teve 0,47% dos votos, terminando em sexto lugar. Quanto a deputados federais, elegeu apenas três.
Durante as eleições D’Avila demonstrou concordância com Jair Bolsonaro em assuntos de economia e afirmou que a volta do que ele classifica como esquerda seria um desastre para o país, mas também criticou o mandatário, citando o Orçamento secreto e aliança com "ex-mensaleiros". No segundo turno o partido declarou que se mantinha contrário ao PT e ao "lulismo" mas liberou o apoio dos filiados ao candidato de sua preferência no segundo turno.

### Disputa interna
A disputa interna existe há anos, no ativismo de pessoas sem vida partidária, mas que defendem o ideário liberal e a aplicação de princípios do setor privado na gestão pública. Uma disputa por espaço e poder na cúpula do partido ficou mais clara durante o governo Bolsonaro. No final de 2021, chegou ao ponto de seus líderes chamarem o Judiciário para arbitrar divergências sobre mudanças no estatuto que poderia permitir o controle dos diretórios por Eduardo Ribeiro.

No segundo turno das eleições de 2018, o NOVO declarou em nota que não apoiaria Bolsonaro, nem Haddad, mas enfatizou críticas ao PT, enquanto Zema, candidato ao governo de Minas, declarou apoio a Bolsonaro. Logo após o início do mandato parlamentar, o até então candidato à presidência da Câmara, o deputado Marcel Van Hattem, do NOVO, afirmou que o partido manteria a posição de independência em relação ao governo Bolsonaro.

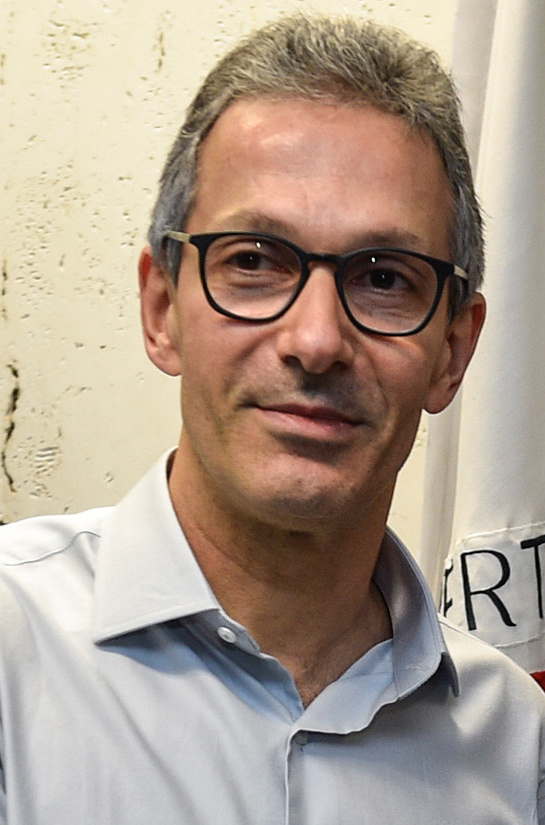
Romeu Zema, atual governador de Minas Gerais.

Em entrevista ao UOL, João Amoêdo, ex-candidato do partido à presidência da república e uma das principais lideranças do partido, também declarou ter votado em Bolsonaro como voto oposicionista ao PT, no segundo turno das eleições de 2018. Em artigo escrito pelo próprio João Amoêdo no jornal Folha de S.Paulo logo após o primeiro turno das eleições de 2018, o ex-candidato afirmou "voto contra o PT, mas não em algo que acredito". Já no segundo turno das eleições de 2022, Amoêdo declarou ter votado em Lula em oposição a Bolsonaro.
Após a declaração, e no contexto de uma deterioração histórica de suas relações com o partido, Amoêdo foi suspenso do Novo. Apesar de não ser citado como razão oficial da suspensão, o voto no Partido dos Trabalhadores foi duramente criticado por filiados e pelo partido, que não se posicionou a favor de nenhum dos candidatos no segundo turno. Amoedo declarou-se "surpreso e indignado" com a decisão.
O NOVO passou a ter um membro na equipe ministerial do governo quando Ricardo Salles foi nomeado para o Ministério do Meio Ambiente. Salles foi expulso do partido em maio de 2020. Na nota do comitê de ética do partido, consta que a causa da expulsão se deve ao ministro ter aceitado ser Ministro do Meio Ambiente a convite do presidente Jair Bolsonaro, com relação ao qual o NOVO toma posição independente, sem qualquer aviso prévio ou autorização da sigla.
No legislativo, até maio de 2019, votou com o governo na maioria das pautas, votando contra em apenas uma. Segundo Van Hattem, líder do partido na câmara, e Amoêdo, então presidente, o alinhamento se daria pelo apoio do NOVO ao projeto econômico do governo Bolsonaro, capitaneado por Paulo Guedes. Com o alinhamento nas votações, em 2019 o partido conquistou espaço no governo, sendo até mesmo alvo de "ciúme" de alguns deputados do PSL, que apontaram que a cúpula do governo Bolsonaro tinha diálogos próximos e dava preferência aos membros do NOVO, que era "queridinho" do governo. As discordâncias aparecem em pautas culturais que não são reguladas pelo partido, como aborto.  Entretanto, olhando-se dados mais atualizados, em setembro de 2020, o apoio do NOVO ao governo Bolsonaro caiu, sendo o 5º partido que mais votou de acordo com as pautas do governo, empatando com o PSDB.
Dentro das principais lideranças do partido, há correntes de apoio e de oposição a Bolsonaro, mais notavelmente nas pessoas de Zema e Amoêdo, respectivamente. Enquanto Amoedo criticava Bolsonaro ferrenhamente, Zema o apoiava publicamente. Seja como for, a questão sobre um racha interno na sigla por conta da aproximação ao "bolsonarismo" aumentou em outubro, especialmente pela suspensão de Filipe Sabará da disputa à prefeitura de São Paulo. Em fevereiro de 2021, a corrente ligada a Zema, em apoio ao governo, deu todos os 8 votos da bancada do NOVO na Câmara pela libertação do deputado Daniel Silveira.  Ainda 2021, o partido posicionou-se oficialmente como oposição a Bolsonaro, o que forçou membros simpatizantes ao governo a seguirem a nova diretriz ou trocar de partido. Porém, continuou junto com o governo Bolsonaro em pautas que acreditava serem importantes para o país.

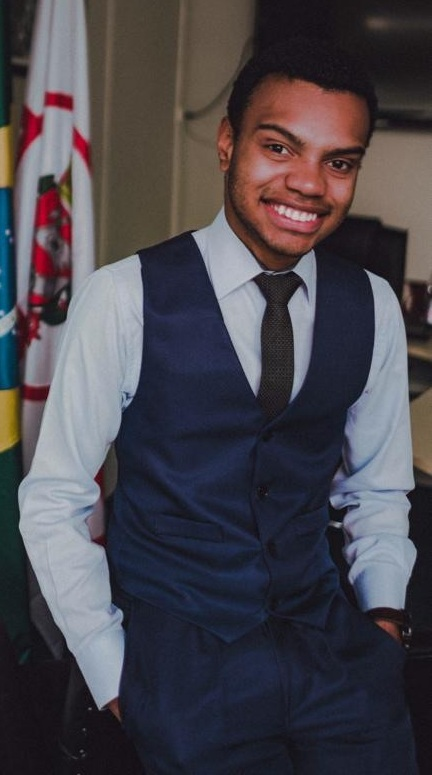
Fernando Holiday, vereador hoje filiado ao Partido Liberal.

Em junho, ainda recebeu a filiação de Fernando Holiday, vereador de São Paulo e ex-coordenador do MBL, expulso do Patriota por criticar o governo federal. Depois, expulsou o deputado estadual, Bernardo Bartolomeo por participar de uma manifestação em apoio a Bolsonaro.
No começo de junho, o partido declarou oficialmente apoio ao impeachment do presidente Bolsonaro, o que causou o desligamento de Romero Reis da sigla. Em agosto, a falta de unidade partidária entre a bancada do Congresso Nacional e a executiva partidária se reafirmou com cinco deputados votando pelo voto impresso e a expulsão do deputado estadual Alexandre Freitas e do vereador Mauricio Marcon, de Caxias do Sul, do partido.
Em 2022, se uniu e orientou a bancada a votar a favor da iniciativa de Bolsonaro contra a distribuição pública, subsidiada pelo governo, de absorventes femininos para mulheres vulneráveis.

#### Mudanças no partido
Tal disputa, juntamente com resultados frustrantes nas últimas duas eleições, dificuldades de financiamento, perda de tempo de televisão devido a baixo número de filiados, além da possibilidade de desfiliação de Zema caso o quadro não melhorasse, culminou em mudanças significativas na estrutura do partido no final de 2023. Junto com o anúncio de um novo logotipo, foi anunciada a filiação de Deltan Dallagnol, que realizou caravanas políticas visando aumentar o número de filiados. As filiações baterem recorde após a chegada de Dallagnol, que em 2024 foi anunciado como pré-candidato do Novo à prefeitura de Curitiba. Dallagnol fora eleito deputado federal pelo Paraná em 2022, com recorde de votos, mas fora afastado em uma decisão controversa do TSE por ter pedido demissão do MPF enquanto enfrentava processos administrativos, o que tecnicamente o classifica como "ficha-suja", até então vetado pelo Novo para seus candidatos. Em nota anunciando a filiação, o partido descreve Dallagnol como "injustiçado pelo sistema".
Além disso, devido a dificuldades de financiamento, o partido permitiu o uso dos rendimentos das aplicações realizadas com o Fundo Partidário - o partido mantém tais recursos aplicados em renda fixa por não poder devolvê-los. O então presidente do partido, Eduardo Ribeiro, afirmou à revista Valor que o partido poderia passar a utilizar até mesmo recursos do Fundo Eleitoral nas eleições de 2024. A mudança foi apoiada por Zema, que afirmara "do jeito que está hoje, é como ir para uma guerra dizendo que não vai usar pólvora, só faca e espada". Já Amoedo, afastado da direção do partido desde 2020, e que para muitos representa a crise de identidade vivida pelo partido, opina que "o Novo começou a traçar uma rota de ser igual aos partidos tradicionais [...] Dizem: “Se não fizer assim, não sobrevive”. Mas se for só para sobreviver sendo mais um entre 30 partidos, do que adianta?". Amoedo criticou também a filiação de Dallagnol.

## Organização
| Governadores atuais (1) | Governadores atuais (1) | Governadores atuais (1) |
| UF                      | Governador              | Imagem                  |
| ----------------------- | ----------------------- | ----------------------- |
| MG                      | Romeu Zema              | Romeu Zema              |

| Senadores atuais (1)                                                                           | Senadores atuais (1)     | Senadores atuais (1) |
| UF                                                                                             | Senador(a)               | Imagem               |
| ---------------------------------------------------------------------------------------------- | ------------------------ | -------------------- |
| CE                                                                                             | Eduardo Girão* 56ª e 57ª | Eduardo Girão        |
| Observações: O parlarmentar marcado com o símbolo * foi eleito nas eleições de 2018 pelo PROS. |                          |                      |

| Deputados federais atuais (5) | Deputados federais atuais (5) | Deputados federais atuais (5) | Deputados federais atuais (5) |
| UF                            | Deputado(a) e Legislaturas    | Imagem                        |                               |
| ----------------------------- | ----------------------------- | ----------------------------- | ----------------------------- |
| RS                            | Marcel van Hattem 56ª e 57ª   | Marcel van Hattem             |                               |
| SC                            | Gilson Marques 56ª e 57ª      | Gilson Marques                |                               |
| SP                            | Adriana Ventura 56ª e 57ª     | Adriana Ventura               |                               |
| SP                            | Ricardo Salles 57ª            | Ricardo Salles                |                               |
| RJ                            | Luiz Lima 56ª e 57ª           | Luiz Lima                     |                               |

| AC | Emerson Jarude   | SP | Leonardo Siqueira |  |  |  |  |
| MG | Zé Laviola       | MG | Dr. Maurício      |  |  |  |  |
| RS | Felipe Camozzato | SC | Matheus Cadorin   |  |  |  |  |
|    |                  |    |                   |  |  |  |  |

### Programa partidário
O programa do partido foca na defesa de um Estado democrático que preserve liberdades individuais, incentive o empreendedorismo, a concorrência, e a participação do cidadão na vida política, bem como a atuação do Estado nas áreas de educação básica, saúde, segurança, infraestrutura e preservação da moeda, sendo suas ideias alinhadas ao liberalismo econômico. O objetivo principal, segundo os fundadores, é de assegurar a liberdade econômica, bem como de "acabar com os privilégios" ao invés de "proteger uma elite".
Dentre outros posicionamentos, recebeu destaque a não utilização do fundo partidário em campanhas, sendo um partido mantido exclusivamente por seus filiados e doadores.
Outros posicionamentos incluem o fim do horário eleitoral na televisão, a redução do protecionismo, o fim do voto obrigatório e do fundo partidário; defendendo, portanto, o financiamento exclusivamente privado de campanhas. Outras propostas incluem a contrariedade a programas de cotas nas universidades, e a defesa de uma flexibilização para o porte de armas. O partido não possui posição fixa sobre a descriminalização do aborto e das drogas, sendo tais posicionamentos de livre escolha de seus membros. Ademais, posiciona-se favoravelmente à união civil homoafetiva.
João Amoêdo, fundador da sigla, afirma que não gosta das rotulações políticas, o que seria demonstrado nas propostas defendidas pela mesma. Amoêdo defende a redução da carga tributária e da interferência do Estado na vida das pessoas, bem como a privatização de empresas estatais (como a Petrobrás e o Banco do Brasil). Em entrevistas, aponta que o partido busca uma diminuição da carga tributária aliada ao corte de custos do Estado em áreas de grande impacto, mas reconhece a importância de programas sociais do governo, como o Auxílio Brasil, que possui influência mínima no orçamento comparado com outras políticas dos últimos governos.

### Financiamento público
Uma das bandeiras do partido que recebeu destaque é a não utilização de dinheiro público em campanhas. Nas eleições de 2018 o partido foi o único a não utilizar o fundo eleitoral de 1,7 bilhões de reais, sendo os recursos devolvidos ao Tesouro Nacional, e o mesmo nas eleições municipais de 2020, onde foi disponibilizado aos partidos um fundo de 2 bilhões de reais, e a cota de 36,5 milhões de reais do NOVO retornada ao Tesouro Nacional.
O partido se propôs também a reduzir os custos de mandato, não utilizando o fundo partidário para financiamento das atividades regulares, e afirma manter os recursos guardados enquanto não puderem ser devolvidos ao Tesouro - a lei permite apenas a redistribuição aos outros partidos, e uma proposta de Marcel Van Hatten, à época do NOVO, para devolução ao Tesouro, foi rejeitada pela Câmara. No que tange a verba parlamentar, o partido foi o que menos gastou em 2019, afirmando uma economia de 17 milhões de reais na bancada federal. Nas assembleias estaduais, em 2019 apresentou economia de verba em São Paulo, Minas Gerais, e Rio Grande do Sul. Apesar disso, alguns parlamentares do NOVO tiveram gastos mais elevados que os demais, além de utilizarem benefícios como o auxílio-moradia, ao contrário do que foi divulgado em campanha eleitoral. Após cobrança de apoiadores e filiados com relação aos deputados que utilizavam benefícios parlamentares, o partido lançou uma resolução para proibir que seus deputados usufruam do auxílio-moradia, obrigando-os a renunciarem o auxílio.
Já ao fim de 2023, passou a financiar-se também através dos rendimentos das aplicações realizadas com o Fundo Partidário.

### Filiação e candidatura
Segundo o partido, o processo de filiação e candidatura incorpora:
- Ficha limpa: candidatos devem preencher os pré-requisitos da lei Ficha Limpa;
- Limitação ao "carreirismo político": é vedado ao filiado eleito para cargo no Poder Legislativo que se candidate a mais de uma reeleição consecutiva para o mesmo cargo;
- Gestão independente: a gestão partidária não pode ser feita por candidato ou por ocupante de cargo eletivo;
- Compromisso de cumprimento do mandato parlamentar: a renúncia a mandato eletivo para concorrer a cargo diverso ou ocupar cargo no Executivo, sem o aval do Diretório, é considerado ato de indisciplina partidária;
- Vinculação do candidato às suas propostas: definição prévia do Compromisso de Gestão e do Compromisso de Atuação Legislativa prevendo metas a serem cumpridas;
- Inexistência de cobrança percentual do salário do mandatário: a contribuição partidária mínima é igual para filiados e candidatos eleitos.

O partido pretendeu estabelecer um processo seletivo como requisito à candidatura, que incluía prova online e entrevista presencial para testar os conhecimentos do candidato. Todavia, esse dispositivo foi negado pelo TSE, pelo mesmo entender que a candidatura deve ser definida em convenção partidária, e não por comissões.
| Data      | Filiados | Crescimento anual | Crescimento anual |
| --------- | -------- | ----------------- | ----------------- |
| dez./2015 | 1.394    | 1.394             | +100%             |
| dez./2016 | 8.822    | 7.428             | +533%             |
| dez./2017 | 13.843   | 5.021             | +57%              |
| dez./2018 | 26.215   | 12.372            | +89%              |
| dez./2019 | 48.419   | 22.204            | +85%              |
| dez./2020 | 41.218   | 7.201             | -17%              |
| dez./2021 | 32.347   | 8.871             | -21,5%            |
| dez./2022 | 30.884   | 1.463             | -4,5%             |
| dez./2023 | 40.129   | 9.245             | +29,9%            |
| set./2024 | 62.426   | 22.297            | +55,54%           |

| Nome            | Mandato                            | Mandato               |
| Nome            | Início                             | Fim                   |
| --------------- | ---------------------------------- | --------------------- |
| João Amoêdo     | 12 de fevereiro de 2011 (fundação) | 4 de julho de 2017    |
| Ricardo Taboaço | 4 de julho de 2017                 | 25 de julho de 2017   |
| Moisés Jardim   | 25 de julho de 2017                | 30 de janeiro de 2019 |
| João Amoêdo     | 30 de janeiro de 2019              | 5 de março de 2020    |
| Eduardo Ribeiro | 5 de março de 2020                 | atualidade            |

O NOVO perdeu mais de 35,5 mil filiados desde a sua fundação, em 2011. Em maio de 2021 o partido possuía 36.698 filiados.  A baixa corresponde a mais da metade dos integrantes em 2021 e superou os 33,8 mil filiados em setembro. O recorde de desfiliação ocorreu em julho de 2021, quando mais de mil pessoas deixaram o partido.

### Instituto Libertas
O Instituto Libertas é uma think tank ligada ao partido que tem como princípios conduzir atividades de educação política, elaborar propostas para programas de estado; desenvolver estudos de políticas públicas, e realizar convênios e parcerias com outras instituições no Brasil e no exterior. Atualmente é gerido pela executiva nacional do partido.

## Desempenho eleitoral

### Eleições municipais[151]
| Eleição | Mandatos   | %    | ±  |
| ------- | ---------- | ---- | -- |
| 2016    | 0 / 5 570  | 0,00 | 0  |
| 2020    | 1 / 5 570  | 0,01 | 1  |
| 2024    | 18 / 5 569 | 0,32 | 17 |

| Eleição | Mandatos     | %    | ±   |
| ------- | ------------ | ---- | --- |
| 2016    | 4 / 57 941   | 0,00 | 4   |
| 2020    | 29 / 56 810  | 0,05 | 25  |
| 2024    | 259 / 58 026 | 0,45 | 230 |

### Eleições estaduais e federais
| Eleição | Mandatos | %    | ± |
| ------- | -------- | ---- | - |
| 2018    | 1 / 27   | 3,70 | 1 |
| 2022    | 1 / 27   | 3,70 | 0 |

| Eleição | Mandatos | %    | ± |
| ------- | -------- | ---- | - |
| 2018    | 0 / 81   | 0,00 | 0 |
| 2022    | 0 / 81   | 0,00 | 0 |

| Eleição | Mandatos | %    | ± |
| ------- | -------- | ---- | - |
| 2018    | 8 / 513  | 1,55 | 8 |
| 2022    | 3 / 513  | 0,58 | 5 |

| Eleição | Mandatos   | %    | ±  |
| ------- | ---------- | ---- | -- |
| 2018    | 12 / 1 059 | 1,13 | 12 |
| 2022    | 5 / 1 059  | 0,47 | 7  |

| Participação e desempenho do NOVO nas eleições estaduais de 2022 |                                         |                                |                                                                              |                                        |                                         |
| Candidato majoritário eleito. Com exceção do Estado de Minas Gerais, o partido não realizou coligações majoritárias nem proporcionais. O partido não apoiou formalmente candidatos a governador nem a senador nos estados não listados abaixo. \| UF \| Candidatos(as) a Governador(a) e a Vice \| Candidatos(as) a Senadores(as) \| Coligação majoritária (governo e senado) \| Deputados(as) federais eleitos(as) — 3 \| Deputados(as) estaduais eleitos(as) — 5 \| \| -- \| --------------------------------------- \| ------------------------------ \| ---------------------------------------------------------------------------- \| -------------------------------------- \| --------------------------------------- \| \| ES \| Aridelmo Teixeira \| ninguém \| nenhuma \| ninguém \| ninguém \| \| ES \| Camila Domingues \| ninguém \| nenhuma \| ninguém \| ninguém \| \| GO \| Edigar Diniz \| Leonardo Rizzo \| nenhuma \| ninguém \| ninguém \| \| GO \| Jamil Said \| Leonardo Rizzo \| nenhuma \| ninguém \| ninguém \| \| MG \| Romeu Zema \| Marcelo Aro (PP) \| NOVO / PP / MDB / Avante / Solidariedade / PODE / Patriota / Agir / DC / PMN \| ninguém \| Dr Maurício[162] Zé Laviola[163] \| \| MG \| Professor Mateus \| Marcelo Aro (PP) \| NOVO / PP / MDB / Avante / Solidariedade / PODE / Patriota / Agir / DC / PMN \| ninguém \| Dr Maurício[162] Zé Laviola[163] \| \| MT \| ninguém \| Feliciano Azuaga \| nenhuma \| ninguém \| ninguém \| \| RJ \| Paulo Ganime \| ninguém \| nenhuma \| ninguém \| ninguém \| \| RJ \| Hélio Secco \| ninguém \| nenhuma \| ninguém \| ninguém \| \| RS \| Ricardo Jobim \| ninguém \| nenhuma \| Marcel van Hattem \| Felipe Camozzato \| \| RS \| Rafael Dresch \| ninguém \| nenhuma \| Marcel van Hattem \| Felipe Camozzato \| \| SC \| Odair Tramontin \| Luiz Barboza Neto \| nenhuma \| Gilson Marques \| Matheus Cadorin \| \| SC \| Ricardo Althoff \| Luiz Barboza Neto \| nenhuma \| Gilson Marques \| Matheus Cadorin \| \| SP \| Vinicius Poit \| Ricardo Mellão \| nenhuma \| Adriana Ventura \| Leo Siqueira \| \| SP \| Doris Alves \| Ricardo Mellão \| nenhuma \| Adriana Ventura \| Leo Siqueira \| |                                         |                                |                                                                              |                                        |                                         |
| UF | Candidatos(as) a Governador(a) e a Vice | Candidatos(as) a Senadores(as) | Coligação majoritária (governo e senado)                                     | Deputados(as) federais eleitos(as) — 3 | Deputados(as) estaduais eleitos(as) — 5 |
| ES | Aridelmo Teixeira                       | ninguém                        | nenhuma                                                                      | ninguém                                | ninguém                                 |
| ES | Camila Domingues                        | ninguém                        | nenhuma                                                                      | ninguém                                | ninguém                                 |
| GO | Edigar Diniz                            | Leonardo Rizzo                 | nenhuma                                                                      | ninguém                                | ninguém                                 |
| GO | Jamil Said                              | Leonardo Rizzo                 | nenhuma                                                                      | ninguém                                | ninguém                                 |
| MG | Romeu Zema                              | Marcelo Aro (PP)               | NOVO / PP / MDB / Avante / Solidariedade / PODE / Patriota / Agir / DC / PMN | ninguém                                | Dr Maurício Zé Laviola                  |
| MG | Professor Mateus                        | Marcelo Aro (PP)               | NOVO / PP / MDB / Avante / Solidariedade / PODE / Patriota / Agir / DC / PMN | ninguém                                | Dr Maurício Zé Laviola                  |
| MT | ninguém                                 | Feliciano Azuaga               | nenhuma                                                                      | ninguém                                | ninguém                                 |
| RJ | Paulo Ganime                            | ninguém                        | nenhuma                                                                      | ninguém                                | ninguém                                 |
| RJ | Hélio Secco                             | ninguém                        | nenhuma                                                                      | ninguém                                | ninguém                                 |
| RS | Ricardo Jobim                           | ninguém                        | nenhuma                                                                      | Marcel van Hattem                      | Felipe Camozzato                        |
| RS | Rafael Dresch                           | ninguém                        | nenhuma                                                                      | Marcel van Hattem                      | Felipe Camozzato                        |
| SC | Odair Tramontin                         | Luiz Barboza Neto              | nenhuma                                                                      | Gilson Marques                         | Matheus Cadorin                         |
| SC | Ricardo Althoff                         | Luiz Barboza Neto              | nenhuma                                                                      | Gilson Marques                         | Matheus Cadorin                         |
| SP | Vinicius Poit                           | Ricardo Mellão                 | nenhuma                                                                      | Adriana Ventura                        | Leo Siqueira                            |
| SP | Doris Alves                             | Ricardo Mellão                 | nenhuma                                                                      | Adriana Ventura                        | Leo Siqueira                            |

| Participação e desempenho do NOVO nas eleições estaduais de 2018 |                                         |                                |                                                 |                                                             |
| Candidato majoritário eleito (1 governador). O partido não realizou coligações majoritárias nem proporcionais. O partido não apoiou formalmente candidatos a governador nem a senador nos estados não listados abaixo. \| UF \| Candidatos(as) a Governador(a) e a Vice \| Candidatos(as) a Senadores(as) \| Deputados(as) federais eleitos(as) — 8 \| Deputados(as) estaduais eleitos(as) — 12 \| \| -- \| --------------------------------------- \| ------------------------------ \| ----------------------------------------------- \| ----------------------------------------------------------- \| \| DF \| Alexandre Guerra \| Paulo Roque \| ninguém \| Júlia Lucy \| \| DF \| Erickson Blun \| Paulo Roque \| ninguém \| Júlia Lucy \| \| ES \| ninguém \| Ulisses Pincelli \| ninguém \| ninguém \| \| MG \| Romeu Zema \| Rodrigo Paiva \| Lucas Gonzalez, Tiago Mitraud \| Bartô do Novo, Guilherme da Cunha, Laura Serrano \| \| MG \| Paulo Brant \| Rodrigo Paiva \| Lucas Gonzalez, Tiago Mitraud \| Bartô do Novo, Guilherme da Cunha, Laura Serrano \| \| MT \| ninguém \| Waldir Caldas \| ninguém \| ninguém \| \| RJ \| Marcelo Trindade \| ninguém \| Paulo Ganime \| Alexandre Freitas, Chicão Bulhões \| \| RJ \| Carmen Migueles \| ninguém \| Paulo Ganime \| Alexandre Freitas, Chicão Bulhões \| \| RO \| ninguém \| Fabrício Jurado \| ninguém \| ninguém \| \| RS \| Mateus Bandeira \| ninguém \| Marcel Van Hattem \| Fábio Ostermann, Giuseppe Riesgo \| \| RS \| Bruno Miragem \| ninguém \| Marcel Van Hattem \| Fábio Ostermann, Giuseppe Riesgo \| \| SC \| ninguém \| ninguém \| Gilson Marques \| ninguém \| \| SP \| Rogério Chequer \| Diogo da Luz \| Adriana Ventura, Alexis Fonteyne, Vinicius Poit \| Daniel José, Heni Ozi Cukier, Ricardo Mellão, Sérgio Victor \| \| SP \| Andrea Menezes \| Diogo da Luz \| Adriana Ventura, Alexis Fonteyne, Vinicius Poit \| Daniel José, Heni Ozi Cukier, Ricardo Mellão, Sérgio Victor \| |                                         |                                |                                                 |                                                             |
| UF | Candidatos(as) a Governador(a) e a Vice | Candidatos(as) a Senadores(as) | Deputados(as) federais eleitos(as) — 8          | Deputados(as) estaduais eleitos(as) — 12                    |
| DF | Alexandre Guerra                        | Paulo Roque                    | ninguém                                         | Júlia Lucy                                                  |
| DF | Erickson Blun                           | Paulo Roque                    | ninguém                                         | Júlia Lucy                                                  |
| ES | ninguém                                 | Ulisses Pincelli               | ninguém                                         | ninguém                                                     |
| MG | Romeu Zema                              | Rodrigo Paiva                  | Lucas Gonzalez, Tiago Mitraud                   | Bartô do Novo, Guilherme da Cunha, Laura Serrano            |
| MG | Paulo Brant                             | Rodrigo Paiva                  | Lucas Gonzalez, Tiago Mitraud                   | Bartô do Novo, Guilherme da Cunha, Laura Serrano            |
| MT | ninguém                                 | Waldir Caldas                  | ninguém                                         | ninguém                                                     |
| RJ | Marcelo Trindade                        | ninguém                        | Paulo Ganime                                    | Alexandre Freitas, Chicão Bulhões                           |
| RJ | Carmen Migueles                         | ninguém                        | Paulo Ganime                                    | Alexandre Freitas, Chicão Bulhões                           |
| RO | ninguém                                 | Fabrício Jurado                | ninguém                                         | ninguém                                                     |
| RS | Mateus Bandeira                         | ninguém                        | Marcel Van Hattem                               | Fábio Ostermann, Giuseppe Riesgo                            |
| RS | Bruno Miragem                           | ninguém                        | Marcel Van Hattem                               | Fábio Ostermann, Giuseppe Riesgo                            |
| SC | ninguém                                 | ninguém                        | Gilson Marques                                  | ninguém                                                     |
| SP | Rogério Chequer                         | Diogo da Luz                   | Adriana Ventura, Alexis Fonteyne, Vinicius Poit | Daniel José, Heni Ozi Cukier, Ricardo Mellão, Sérgio Victor |
| SP | Andrea Menezes                          | Diogo da Luz                   | Adriana Ventura, Alexis Fonteyne, Vinicius Poit | Daniel José, Heni Ozi Cukier, Ricardo Mellão, Sérgio Victor |

### Eleições presidenciais
| Ano  | Imagem | Candidato a presidente | Candidato a vice-presidente | Coligação     | Votos             | Posição |
| ---- | ------ | ---------------------- | --------------------------- | ------------- | ----------------- | ------- |
| 2018 |        | João Amoêdo (NOVO)     | Christian Lohbauer (NOVO)   | Sem coligação | 2.679.596 (2,50%) | 5ª      |
| 2022 |        | Felipe d'Avila (NOVO)  | Tiago Mitraud (NOVO)        | Sem coligação | 559.680 (0,47%)   | 6ª      |